# Uncle Sam (Vertigo)

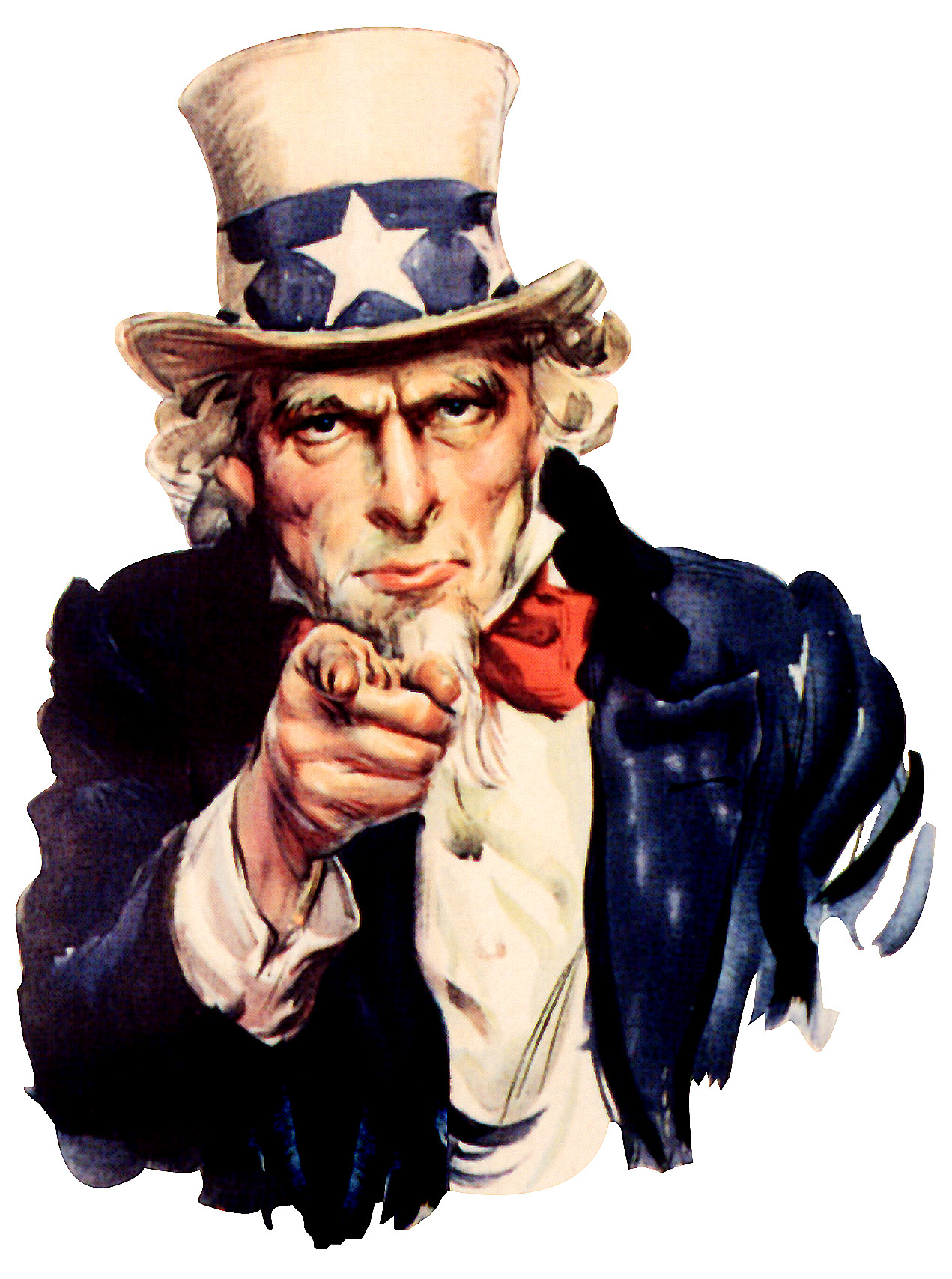
Oncle Sam (en anglais Uncle Sam) est un personnage emblématique, allégorie des États-Unis

Uncle Sam est une bande dessinée écrite par Steve Darnell et dessinée par Alex Ross, publiée en 1997 par Vertigo en deux comic books grand format et recueilli l'année suivante en album. La traduction française a été publiée par Semic en 2001. Très bien reçue par la critique, cette réflexion sur les fondements moraux et l'histoire des États-Unis d'Amérique réinterprète son allégorie la plus célèbre, l'Oncle Sam, dont l'incarnation en bande dessinée appartient à DC Comics.
L'histoire, parabole des États-Unis d'Amérique, suit Sam, un sans domicile fixe qui erre dans une grande ville non identifiée en proférant des paroles incohérentes consécutives à ses visions de moments peu glorieux de l'histoire américaine, jusqu'à se voir participer au massacres de Shays. Il finit par arriver dans les ruines de l'exposition universelle de 1893, où il dialogue avec Bea. Celle-ci, qui représente l'allégorie féminine traditionnelle des États-Unis, cherche à lui montrer en quoi ces événements troublés ont permis de faire avancer l'égalité et la liberté. Il rencontre ensuite Britannia, Marianne et l'Ours russe, avant de vaincre une version négative et cyniquement capitaliste de lui-même et de reconnaître qu'on progresse en apprenant de ses erreurs.

## Prix et récompenses
Pour leur travail sur Uncle Sam, Alex Ross et Todd Klein ont respectivement reçu en 1998 les prix Eisner du meilleur artiste de couverture et du meilleur peintre pour le premier, et les prix Eisner et Harvey du meilleur lettreur pour le second. La série a quant à elle été nommée à l'Eisner de la meilleure série limitée, remporté par Batman : Un long Halloween.